# Astomaspis froggatti
Astomaspis froggatti là một loài tò vò trong họ Ichneumonidae.